# الرزة (ذي السفال)

تعديل مصدري - تعديل

الرزة محلة تابعة لقرية العارضة، التابعة لعزلة السيف بمديرية ذي السفال إحدى مديريات محافظة إب في الجمهورية اليمنية، بلغ تعداد سكانها 33 حسب تعداد اليمن لعام 2004.